# Campanula scheuchzeri
La campanula di Scheuchzer (nome scientifico Campanula scheuchzeri Vill., 1779) è una pianta erbacea perenne dai fiori blu a forma di campana appartenente alla famiglia delle Campanulaceae.

## Etimologia
Il nome generico (campanula) deriva dalla forma a campana del fiore; in particolare il vocabolo deriva dal latino e significa: piccola campana.

Dalle documentazioni risulta che il primo ad usare il nome botanico di “Campanula” sia stato il naturalista belga Rembert Dodoens, vissuto fra il 1517 e il 1585. Tale nome comunque era in uso già da tempo, anche se modificato, in molte lingue europee. Infatti nel francese arcaico queste piante venivano chiamate “Campanelles” (oggi si dicono “Campanules” o “Clochettes”), mentre in tedesco vengono dette “Glockenblumen” e in inglese “Bell-flower” o “Blue-bell”. In italiano vengono chiamare “Campanelle”. Tutte forme queste che derivano ovviamente dalla lingua latina. L'epiteto specifico (“scheuchzeri”) è stato dato in ricordo dei fratelli svizzeri, medici e naturalisti, Johann Jakob Scheuchzer (1672-1733) e Johannes Gaspar Scheuchzer (1684-1738).
Il nome scientifico di questa specie è stato definito per la prima volta dal botanico francese Dominique Villars (1745 - 1814) nella pubblicazione "Prospectus de l'Histoire des Plantes de Dauphiné - 22. 1779" del 1779.

## Descrizione

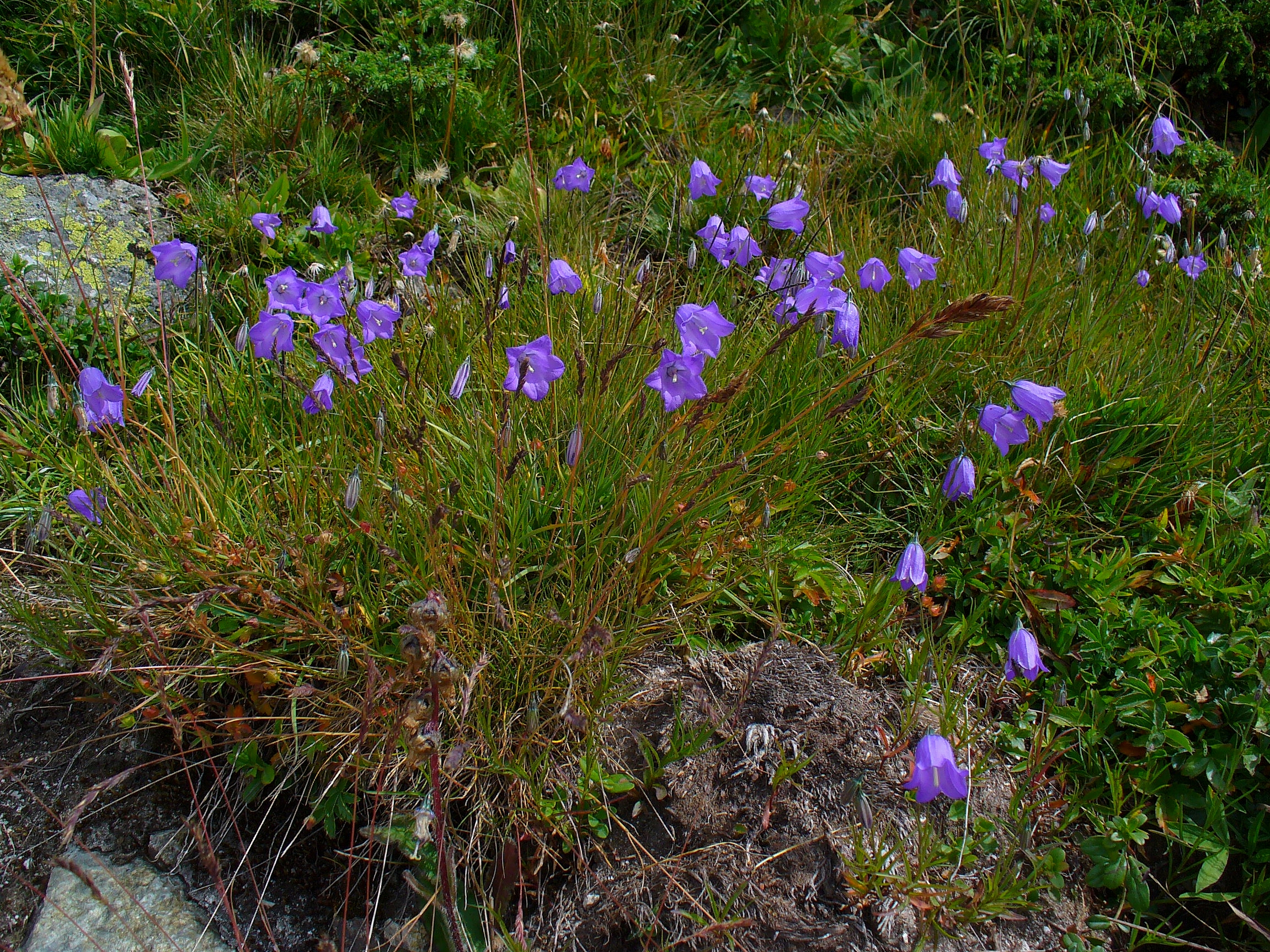
Il portamento

Queste piante possono arrivare fino ad una altezza di 8 – 40 cm. La forma biologica è definita come emicriptofita scaposa (H scap), ossia in generale sono piante erbacee, a ciclo biologico perenne, con gemme svernanti al livello del suolo e protette dalla lettiera o dalla neve e sono dotate di un asse fiorale eretto e spesso privo di foglie. Il portamento delle piante in genere è cespitoso; al loro interno è inoltre presente un succo lattiginoso (contengono infatti lattice lattescente e accumulano inulina).

### Radici
Le radici sono secondarie a partire dal rizoma.

### Fusto
- Parte ipogea: la parte ipogea del fusto si presenta come un rizoma sottile ad andamento orizzontale.
- Parte epigea: la parte aerea del fusto è un esile stilo ascendente a sezione cilindrica; può essere glabro ma anche pubescente.

### Foglie
- Foglie basali: le foglie basali sono cuoriformi e generalmente non sono presenti al momento della fioritura.
- Foglie cauline: le foglie cauline sono filiformi o lineari, canalicolate e pubescenti; le foglie lungo il fusto sono disposte in modo alterno e sono cigliate alla base; inoltre le foglie più larghe si trovano a mezzo fusto. Dimensione delle foglie: larghezza 1 – 3 mm; lunghezza 20 – 70 mm.

### Infiorescenza

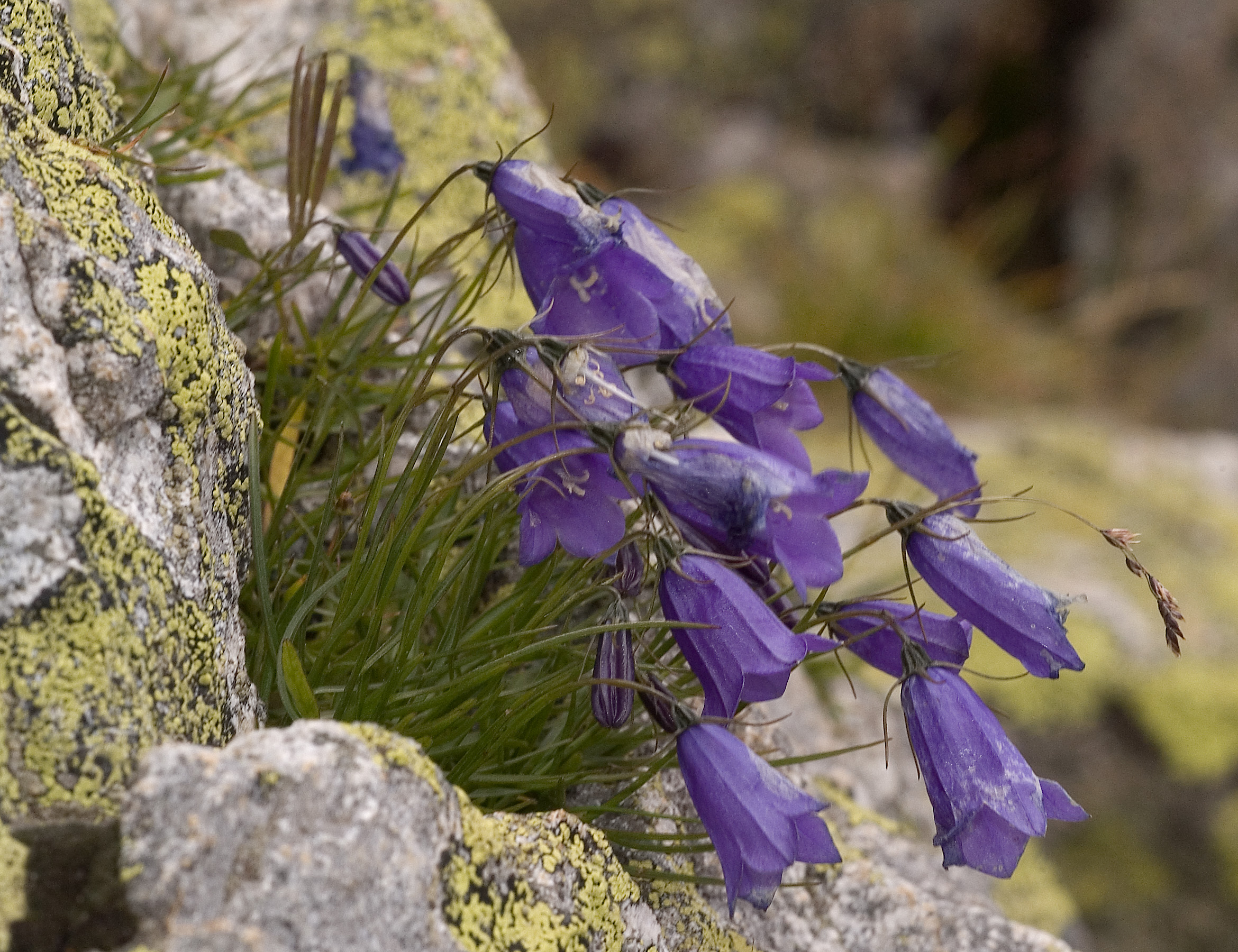
L'infiorescenza

L'infiorescenza è composta da fiori solitari e peduncolati; raramente in un racemo di 2 -3 fiori.

### Fiori

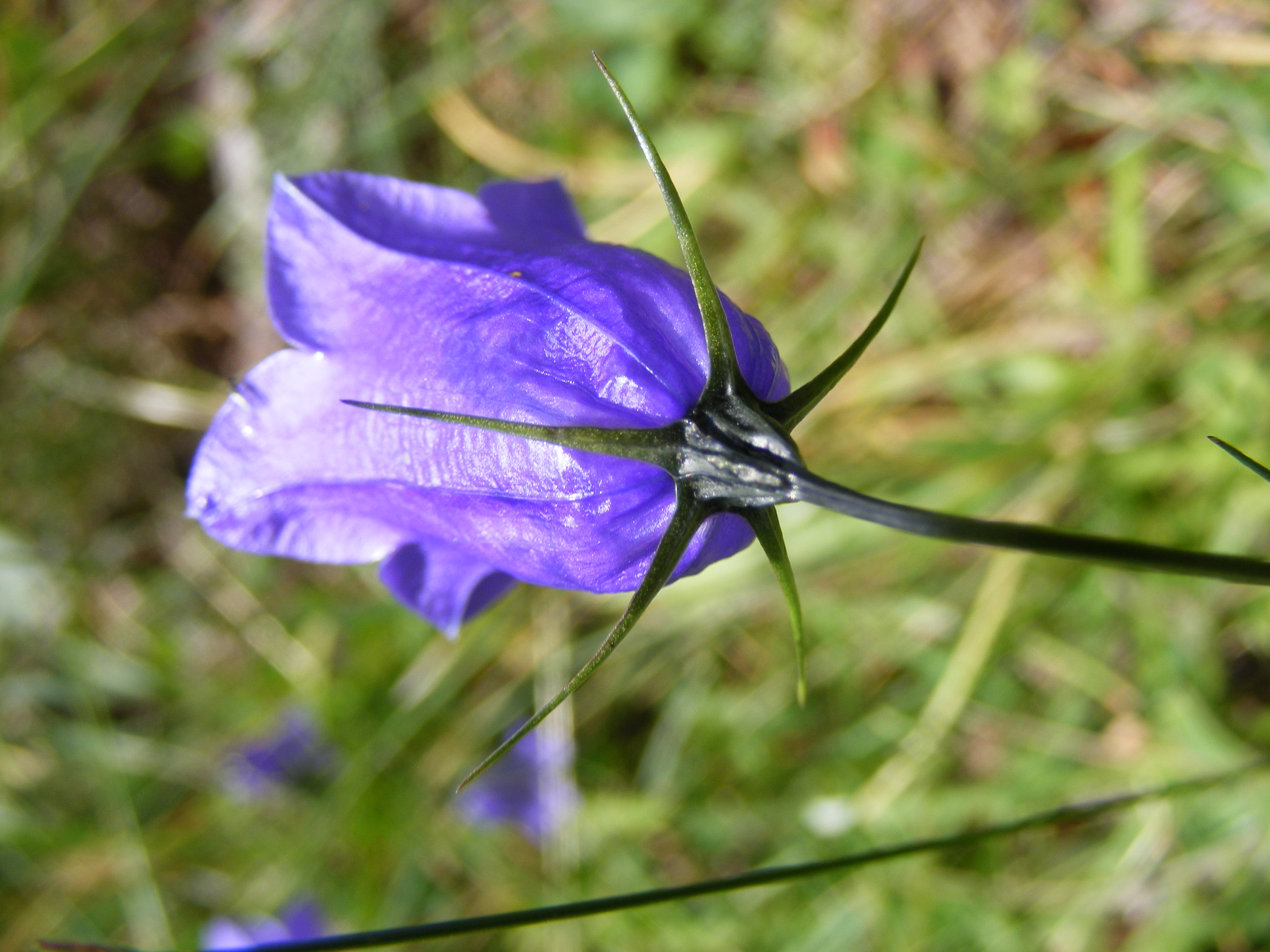
Il calice

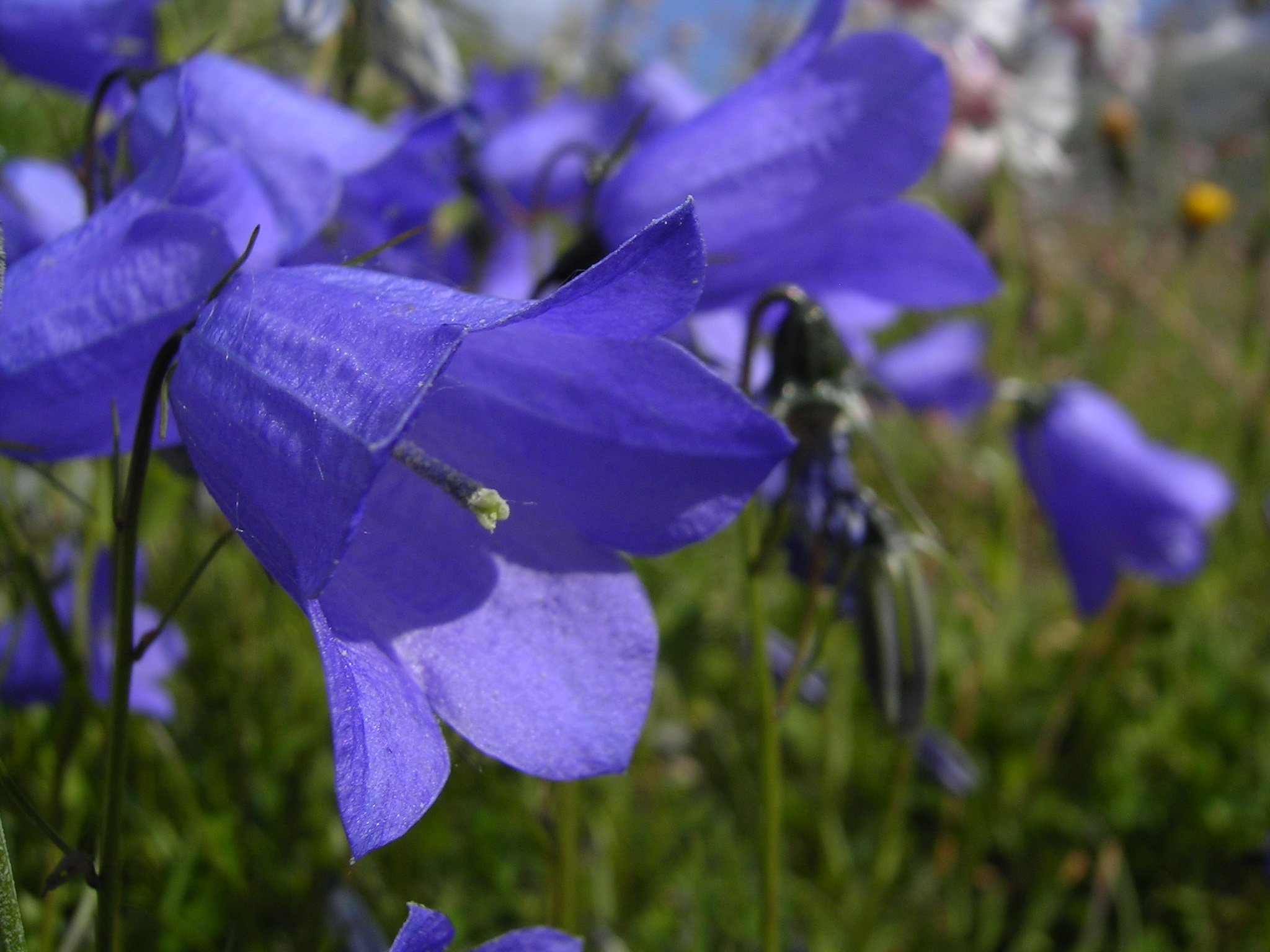
La corolla

I fiori sono tetra-ciclici, ossia sono presenti 4 verticilli: calice – corolla – androceo – gineceo (in questo caso il perianzio è ben distinto tra calice e corolla) e pentameri (ogni verticillo ha 5 elementi). I fiori sono gamopetali, ermafroditi e attinomorfi. Il fiore è pendulo (al momento della fioritura è eretto; il boccio prima ancora è però nuovamente pendulo). Dimensione del fiore: 15 – 30 mm.
- Formula fiorale: per questa pianta viene indicata la seguente formula fiorale:

K (5), C (5), A (5), G (2-5), infero, capsula
- Calice: il calice è diviso in 5 denti dalla forma di lacinie triangolari; queste sono erette o patenti. Dimensione dei denti: lunghezza 3 – 10 mm.
- Corolla: la corolla è campanulata e gamopetala a 5 divisioni; il colore è azzurro - violetto (raramente bianco). Dimensione della corolla: lunghezza 16 – 25 mm.
- Androceo: gli stami sono 5 con antere più lunghe dei filamenti staminali. Il polline delle antere è 3-porato, giallastro o rossastro.
- Gineceo: lo stilo del gineceo è unico con 3 stigmi (trilobo). L'ovario è infero, 3-loculare con placentazione assile (centrale), formato da 3 carpelli (ovario sincarpico) ed è liscio. Lo stilo possiede dei peli per raccogliere il polline.
- Fioritura: da giugno ad agosto.

### Frutti
Il frutto è una capsula triloculare, fusiforme, deiscente contenente molti semi. Giunge a maturazione dopo la fioritura nei mesi di agosto – settembre ed è pendula come il fiore. La capsula è deiscente per valve basali. Dimensione della capsula: 6 –7 mm.

## Riproduzione
- Impollinazione: l'impollinazione avviene tramite insetti (impollinazione entomogama - api e farfalle). In queste piante è presente un particolare meccanismo a "pistone": le antere formano un tubo nel quale viene rilasciato il polline raccolto successivamente dai peli dallo stilo che nel frattempo si accresce e porta il polline verso l'esterno.[9]
- Riproduzione: la fecondazione avviene fondamentalmente tramite l'impollinazione dei fiori (vedi sopra).
- Dispersione: i semi cadendo a terra (dopo essere stati trasportati per alcuni metri dal vento, essendo molto minuti e leggeri – disseminazione anemocora) sono successivamente dispersi soprattutto da insetti tipo formiche (disseminazione mirmecoria).

## Distribuzione e habitat

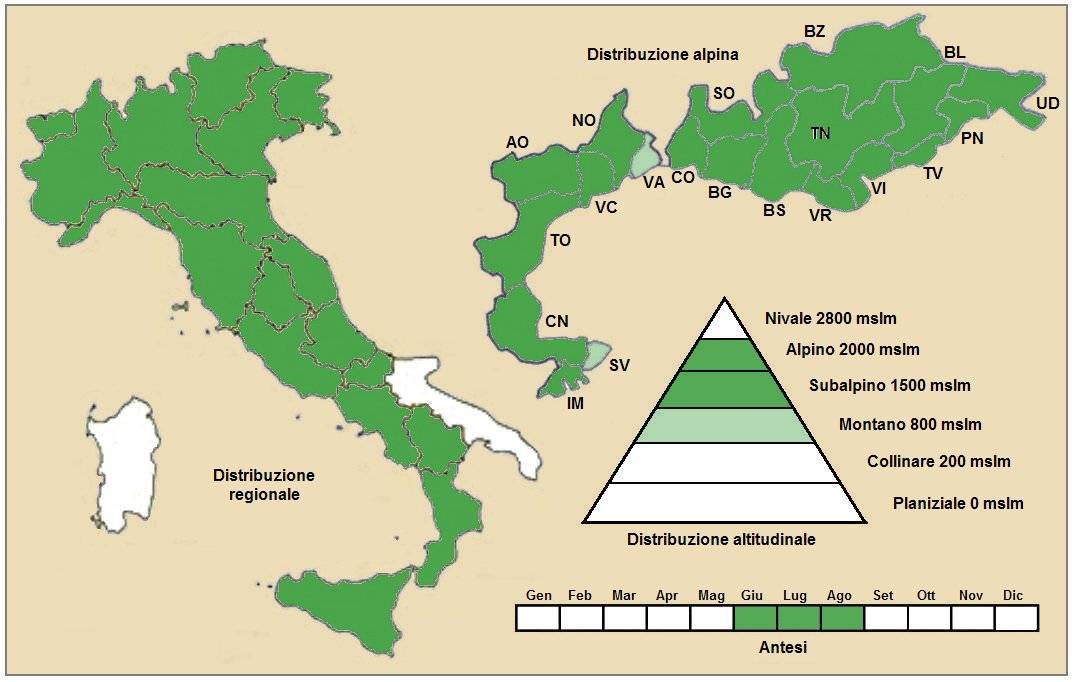
Distribuzione della pianta
(Distribuzione regionale – Distribuzione alpina)

- Geoelemento: il tipo corologico della specie (area di origine) è Orofita - Sud Europeo. La specie ha origine nelle zone alpine dell'Europa meridionale.
- Distribuzione: in Italia è presente sulle Alpi, Prealpi e Appennini settentrionali; è considerata una pianta abbastanza comune. È comune anche nel resto dell'Europa.
- Habitat: si trova nei pascoli alpini e nelle brughiere o cespugliete a rododendri (spesso è in associazione naturale con questi fiori), ma anche in mezzo alle rocce e luoghi sassosi. Il substrato preferito è calcareo ma anche siliceo con pH neutro, medi valori nutrizionali del terreno che deve essere mediamente umido con presenza di humus in superficie.[11]
- Distribuzione altitudinale: da 1200 a 2600 m s.l.m., raramente fino a 3200  m s.l.m.; frequentano quindi i seguenti piani vegetazionali: subalpino e alpino, e in parte quello montano.

### Fitosociologia
Dal punto di vista fitosociologico Campanula scheuchzeri appartiene alla seguente comunità vegetale:
Formazione: delle comunità delle praterie rase dei piani subalpino e alpino con dominanza di emicriptofite
Classe: Juncetea trifidi

## Tassonomia
La famiglia di appartenenza della Campanula scheuchzeri (Campanulaceae) è relativamente numerosa con 89 generi per oltre 2000 specie (sul territorio italiano si contano una dozzina di generi per un totale di circa 100 specie); comprende erbacee ma anche arbusti, distribuiti in tutto il mondo, ma soprattutto nelle zone temperate. Il genere di questa voce appartiene alla sottofamiglia Campanuloideae (una delle cinque sottofamiglie nella quale è stata suddivisa la famiglia Campanulaceae) comprendente circa 50 generi (Campanula è uno di questi). Il genere Campanula a sua volta comprende 449 specie (circa 50 nella flora italiana) a distribuzione soprattutto circumboreale, ossia hanno origine dai territori delle zone temperate dell'emisfero boreale (una ventina e forse più sono originarie dell'America del Nord). È comunque dalle regioni mediterranee che si pensa abbia avuto inizio la distribuzione, nel resto del mondo, di queste piante.

Il Sistema Cronquist assegna al genere Campanula la famiglia delle Campanulaceae e l'ordine delle Campanulales mentre la moderna classificazione APG la colloca nell'ordine delle Asterales (stessa famiglia). Sempre in base alla classificazione APG sono cambiati anche i livelli superiori (vedi tabella in testa a questa voce).

Il numero cromosomico di C. scheuchzeri è: 2n = 68.

### Variabilità
Qualche autore considera la specie Campanula scheuchzeri come un adattamento della specie Campanula rotundifolia (Campanula soldanella) a particolari habitat (come quello alpino). In effetti la  Campanula rotundifolia è una specie polimorfa e quindi si presenta con un alto numero di sottospecie e varietà, tuttavia la specie Campanula scheuchzeri ha delle precise caratteristiche che la distingue da quest'ultima:  le foglie sono cigliate alla base, i boccioli sono penduli mentre i fiori sono eretti, la corolla è grande e colorata più intensamente (vedere inoltre il paragrafo “Specie simili”). La variabilità in Campanula scheuchzeri si manifesta nella forma e nelle dimensioni delle foglie (nelle Alpi Occidentali sono presenti soprattutto individui con foglie larghe); la pelosità più o meno abbondante (alcuni individui si presentano con un aspetto quasi cinereo); il portamento può essere gracile e floscio; le corolle possono essere più grandi e più chiare.

Sul territorio italiano sono descritte due varietà (non riconosciute però da altre checklist):
- Campanula scheuchzeri subsp. pollinensis (Podlech) Bernardo, Gargano & Peruzzi - Distribuzione: Italia del Sud
- Campanula scheuchzeri subsp. pseudostenocodon (Lacaita) Bernardo, Gargano & Peruzzi - Distribuzione: Italia del Centro e del Sud

### Sinonimi
La specie C. scheuchzeri, in altri testi, può essere chiamata con nomi diversi. L'elenco seguente indica alcuni tra i sinonimi più frequenti:
- Campanula asturica Pau
- Campanula bohemica Hruby
- Campanula carnica  subsp. consanguinea (Schott, Nyman & Kotschy) Nyman
- Campanula consanguinea Schott, Nyman & Kotschy
- Campanula dilecta Schott, Nyman & Kotschy
- Campanula ficarioides var. major Timb.-Lagr.
- Campanula ficarioides  subsp. orhyi Geslot
- Campanula gelida Kovanda
- Campanula hegetschweileri Bech.
- Campanula kerneri Witasek ex A.Kern. & Fritsch
- Campanula inconcessa Schott & al.
- Campanula lanceolata Lapeyr.
- Campanula linifolia Lam.
- Campanula linifolia var. multiflora Ser.
- Campanula linifolia var. ovalifolia Cariot & St.-Lag.
- Campanula linifolia var. pubescens Show
- Campanula linifolia var. rohlii Lecoq & Lamotte
- Campanula linifolia var. scheuchzeri (Vill.) Willd.
- Campanula linifolia f. scheuchzeri (Vill.) Voss
- Campanula malyi Schott, Nyman & Kotschy
- Campanula marcenoi Brullo
- Campanula monantha Schur
- Campanula pollinensis Podlech
- Campanula pourretii Jeanb. & Timb.-Lagr.
- Campanula prostrata Dulac
- Campanula pyrenaica A. DC.
- Campanula recta Dulac
- Campanula rohdii Loisel.
- Campanula rotundifolia  subsp. dilecta (Schott, Nyman & Kotschy) Nyman
- Campanula rotundifolia  subsp. lanceolata (Lapeyr.) Bonnier & Layens
- Campanula rotundifolia  subsp. pseudarctica Hruby
- Campanula rotundifolia  subsp. scheuchzeri (Vill.) Lapeyr.
- Campanula scheuchzeri  subsp. kerneri (Witasek ex A.Kern. & Fritsch) Vacc.
- Campanula scheuchzeri  subsp. rhaetica Hruby
- Campanula scheuchzeri  subsp. susplugasii Braun-Blanq.
- Campanula rotundifolia var. dilecta (Schott, Nyman & Kotschy) Wohlf.
- Campanula rotundifolia var. malyi (Schott, Nyman & Kotschy) Nyman
- Campanula rotundifolia var. montana Lecoq & Lamotte
- Campanula rotundifolia var. ovalifolia (Cariot & St.-Lag.) Rouy
- Campanula rotundifolia var. scheuchzeri (Vill.) Fiek
- Campanula scheuchzeri var. calycina Witasek ex Vacc.
- Campanula scheuchzeri var. consanguinea (Schott, Nyman & Kotschy) Dalla Torre & Sarnth.
- Campanula scheuchzeri var. dilecta (Schott, Nyman & Kotschy) Vacc.
- Campanula scheuchzeri var. glabra W.D.J.Koch
- Campanula scheuchzeri var. glareosa A.Huet ex Vacc.
- Campanula scheuchzeri var. grandiflora Schur
- Campanula scheuchzeri var. hirsuta Schur
- Campanula scheuchzeri var. hirta W.D.J.Koch
- Campanula scheuchzeri var. intercedens Hruby
- Campanula scheuchzeri var. kerneri (Witasek ex A.Kern. & Fritsch) Dalla Torre & Sarnth.
- Campanula scheuchzeri var. luxurians Hruby
- Campanula scheuchzeri var. minima Schur
- Campanula scheuchzeri var. monantha (Schur) Nyman
- Campanula scheuchzeri var. multiflora (Ser.) Sch.Bip. & Thell.
- Campanula scheuchzeri var. rohdii (Loisel.) Rouy
- Campanula scheuchzeri var. schleicheri (Suter) Beck
- Campanula scheuchzeri var. styriaca (Schott, Nyman & Kotschy) Wohlf.
- Campanula scheuchzeri var. susplugasii (Braun-Blanq.) O.Bolòs & Vigo
- Campanula scheuchzeri var. typica Hruby
- Campanula scheuchzeri var. villarsiana Hayek
- Campanula rotundifolia f. dilecta (Schott, Nyman & Kotschy) Hruby
- Campanula scheuchzeri f. elatior Witasek ex Vacc.
- Campanula scheuchzeri f. hirsutissima Hruby
- Campanula scheuchzeri f. humilior Hruby
- Campanula scheuchzeri f. humilis Hruby
- Campanula scheuchzeri f. latifolia Witasek ex Vacc.
- Campanula scheuchzeri f. malyi (Schott, Nyman & Kotschy) Dalla Torre & Sarnth.
- Campanula scheuchzeri f. oblongifolia Beyer
- Campanula scheuchzeri f. ovalifolia Hruby
- Campanula scheuchzeri f. parvula Hruby
- Campanula scheuchzeri f. reflectans Hruby
- Campanula scheuchzeri f. rhombifolia Hruby
- Campanula schleicheri Suter
- Campanula schleicheri Hegetschw.
- Campanula serrata  subsp. recta (Dulac) Podlech
- Campanula styriaca Schott, Nyman & Kotschy
- Campanula trojanensis Kovanda & Ancev
- Campanula uniflora Vill.
- Campanula valdensis All.
- Campanula valdensis var. schleicheri (Suter) Gaudin
- Campanula valdensis var. villosa Gaudin
- Campanula witasekiana Vierh.

### Specie simili
Nella tabella seguente sono messi a confronto i caratteri morfologici delle due specie (Campanula cochleariifolia e Campanula rotundifolia)  molto simili alla Campanula scheuchzeri: 
|                         | Rotundifolia                             | Scheuchzeri                                 | Cochleariifolia                 |
| Altezza                 | 60 cm                                    | 30 cm                                       | 15 cm                           |
| Foglie basali           | con picciolo, rotonde                    | cuoriformi, assenti alla fi.                | ovali o subrotonde              |
| Foglia cauline          | lineari-lanceolate                       | lineari canalicolate                        | progressivamente ristrette      |
| Infiorescenza           | racemo pauciflora anche su rami laterali | fiore unico (raro 2-3)                      | racemi (2-6 fiori)              |
| Fiore                   | bocciolo eretto, fiore pendulo           | bocciolo pendulo, fiore eretto, poi pendulo | bocciolo pendulo, fiore pendulo |
| Corolla                 | 12–25 mm                                 | 16–25 mm                                    | 10–20 mm                        |
| Androceo                | antere lunghe come i filamenti           | antere più lunghe dei filamenti             | antere più brevi dei filamenti  |
| Gineceo                 | ovario glabro o papilloso                | ovario liscio                               | ovario liscio                   |
| Distribuzione in Italia | Nord                                     | Nord - Centro                               | Nord – Centro                   |
| Altitudine              | 100 – 2000 m                             | 1400 – 2600 m                               | 800 – 3000 m                    |
| Habitat                 | prati, pendii sassosi                    | pascoli e brughiere                         | ghiaioni e macereti             |

## Galleria d'immagini

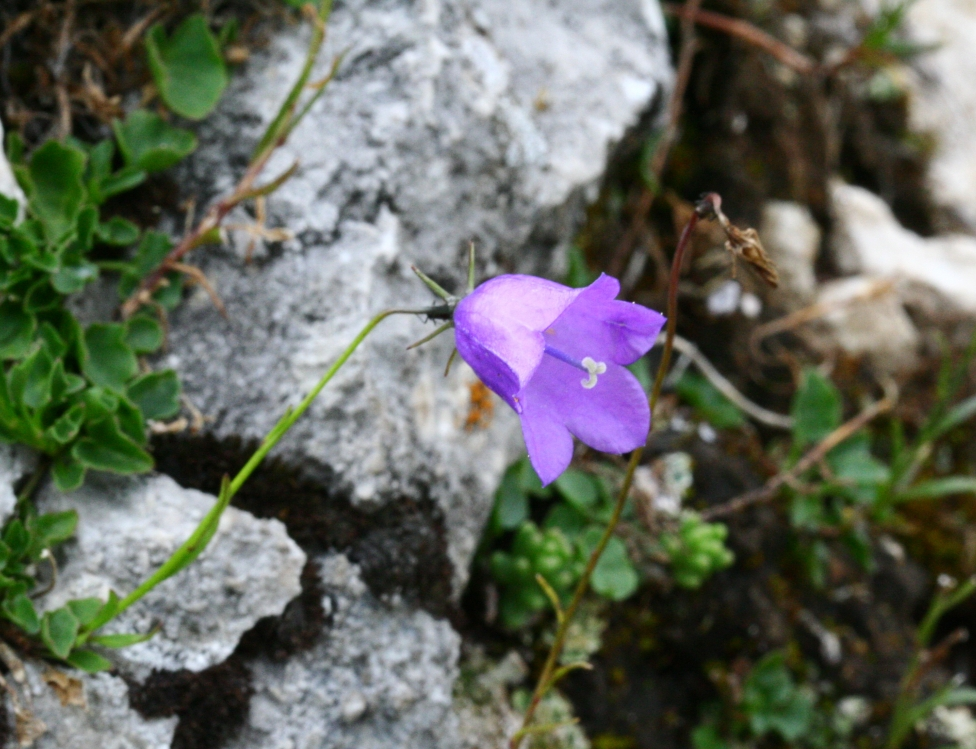
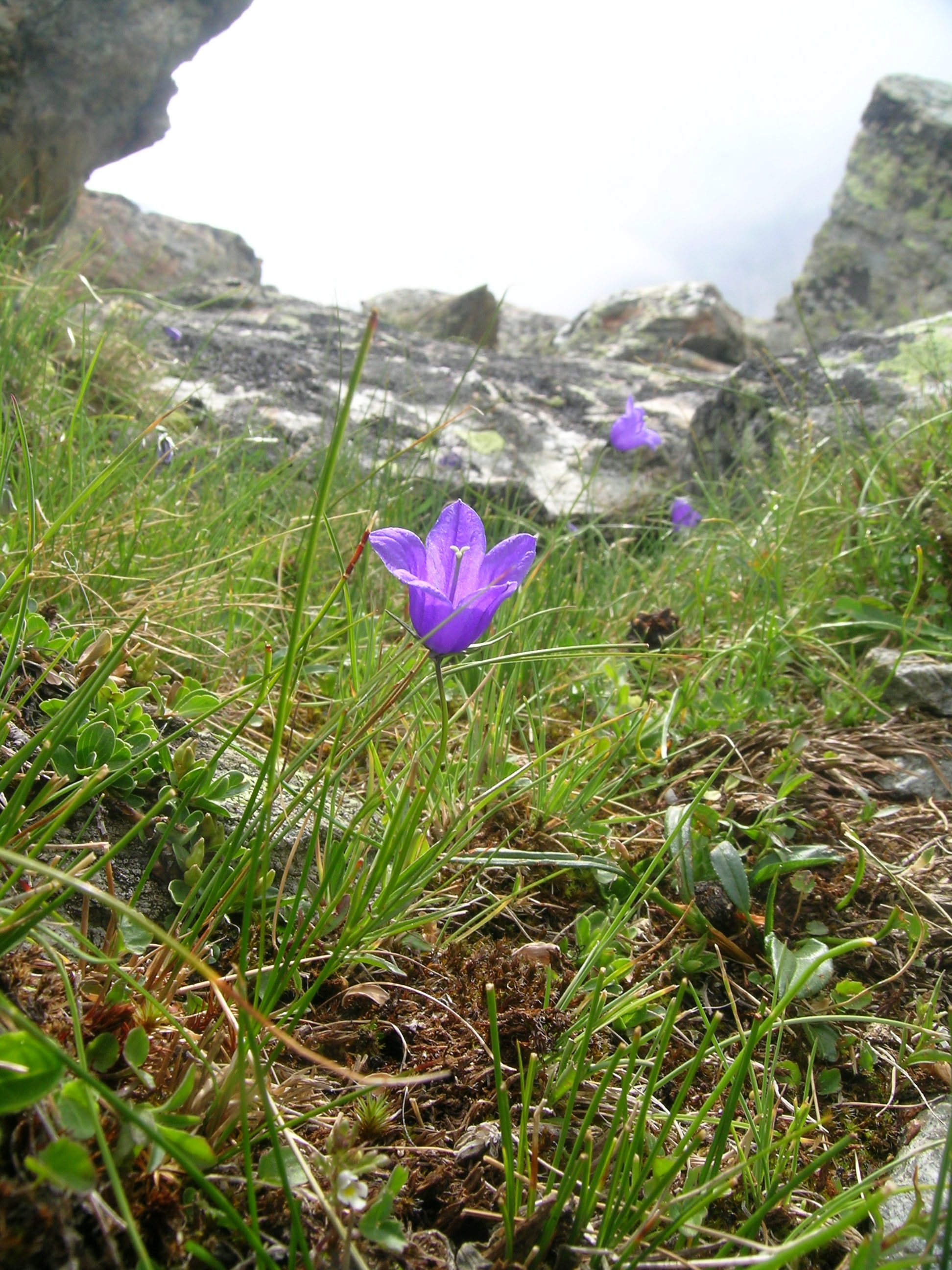
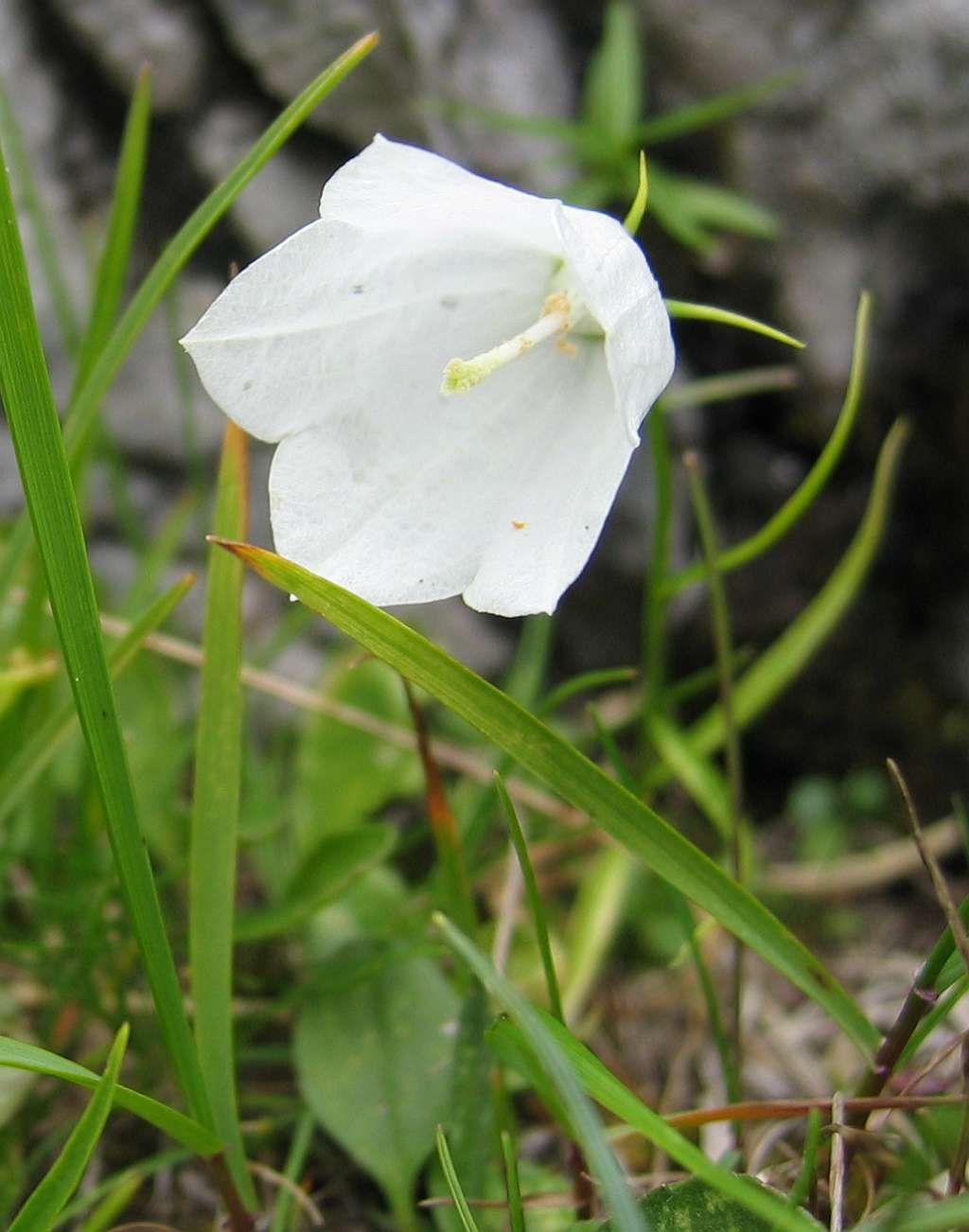
Var. alba
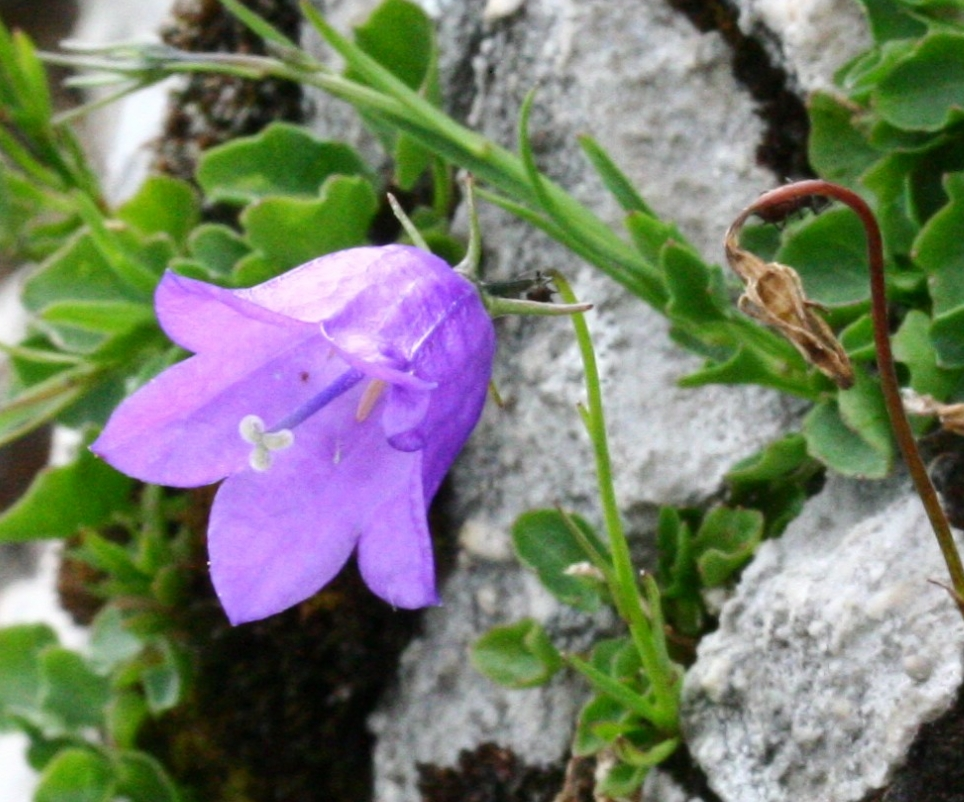